# Zoltes
Zoltes a fost o căpetenie tracică din sudul Dobrogei în secolul II î.Hr.
El este pomenit în decretul histrian pentru Agathocles (circa 200 î.Hr.) unde este înfățișat ca dușman al cetăților grecești din Dobrogea. Documentul menționează asedierea cetății Bizone, fără să se spună dacă orașul a fost cucerit. Cu Histria pare să fi încheiat acorduri pe care ulterior le-a călcat.
Un atac împotriva Histriei n-a putut fi respins decât cu ajutorul lui Rhemaxos, rege get din stânga Dunării și căpetenia unei mari uniuni de triburi din Câmpia Munteană.